# آلبندن
الباندان (به اسپانیایی: Albondón) یک شهرستان در اسپانیا است.